# Programa de Opciones Específicas para las Islas Canarias
Programa de Opciones Específicas para las Islas Canarias (POSEICAN) son las bases jurídicas establecidas en 1991 que tiene el Archipiélago Canario (España) con la Unión Europea, en relación con consideraciones especiales por su lejanía, fragmentación del territorio y diversas consideraciones económicas y fiscales por su menor desarrollo con respecto a la media de la Unión.

## Especificidades
En este régimen especial se tiene en cuenta la lejanía del territorio, la fragmentación de este, las limitaciones territoriales, la diversidad climática y el sistema económico y fiscal. Sus objetivos específicos son:

La inserción realista de las islas Canarias en la Comunidad, fijando un marco adecuado para la aplicación de las políticas comunes en dicha región

La plena participación de las islas Canarias en la dinámica del mercado interior mediante la utilización óptima de las normativas e instrumentos comunitarios existentes (se reconoce un derecho a la diferencia).

Con ello, la contribución a la recuperación económica y social de las islas Canarias plasmada especialmente en la financiación comunitaria de las medidas específicas previstas por el programa POSEICAN. Esta contribución se haría a través de una concertación entre las autoridades nacionales, regionales y comunitarias y significa el recurso a los fondo estructurales de la Comunidad y programas específicos como el regis.

Fue considerada como Región ultraperiférica de la Unión Europea y se incluyeron una serie de medidas específicas para las regiones menos desarrolladas con varios ámbitos preferentes:
- Transporte y comunicaciones.
- Fiscalidad.
- Ayudas sociales.
- Investigación y desarrollo.
- Protección del medio ambiente.

## Elaboración
Este reglamento fue negociado tras la firma del Acta de Adhesión de España a las Comunidades Europeas en junio de 1985 y el posterior ingreso el 1 de enero de 1986. El Parlamento de Canarias reunido el 22 de junio rechazó el acuerdo que concernía a Canarias, por lo que se iniciaron las negociaciones. A finales de 1989 el Parlamento Canario aprobó un cambio de relaciones con la CE que Francisco Fernández Ordóñez, Ministro de Asuntos Exteriores inició en 1990 el proceso de revisión. En diciembre de 1990 la Comisión de las Comunidades Europeas decidió la modificación de una serie de medidas de la política agrícola y pesquera de la Comunidad, de la unión aduanera y régimen fiscal que implicaba un calendario pactado y una implantación progresiva. Así mismo se elevaba al Consejo este Programa de Opciones Específicas para las Islas Canarias (POSEICAN). Estas medidas fueron debatidas y modificadas por el Parlamento de Canarias en marzo de 1991, y el Consejo de las Comunidades europeas el 26 de junio de 1991 adoptó una decisión.

## Evolución
Este modelo específico fue reconocido en el Tratado de la Unión Europea aprobado en Maastricht en febrero de 1992 al incluirse una declaración de las Regiones Ultraperiféricas de la Unión Europea con la adopción de disposiciones específicas hasta alcanzar el nivel medio económico y social de la Comunidad. Los distintos reglamentos se fueron adoptando en los meses de junio y julio de 1992. 
Desde el 28 de octubre de 2004 el presupuesto del POSEICAN es aprobado a nivel local y la Comisión da el visto bueno. Cuenta con dos capítulos: uno fomenta la producción local y otro el Régimen Específico de Abastecimiento (REA), a través del cual se subvenciona la importación de determinados productos (lácteos y sus derivados, cárnicos, azúcar, etcétera) destinados al consumo directo o la transformación. El presupuesto global en el 2005 era de 127,3 millones de euros y el correspondiente al REA no puede exceder los 72,7 millones de euros.